# Mons Amundsen
Il Mons Amundsen è una struttura geologica della superficie della Luna.
Il mons è dedicato all'esploratore norvegese Roald Engelbregt Gravning Amundsen.